# Anfiteatro de Metz
El anfiteatro de Metz, conocido como «el gran anfiteatro», fue edificado entre fines del siglo I y la primera mitad del siglo siguiente en el barrio de las basílicas de Divodurum Mediomatricorum en la Galia belga, actual distrito del Sablón en Metz. 
Cabe destacar que fue el anfiteatro más grande construido en la Galia romana y uno de los diez más grandes construidos por los Romanos.
El edificio se extendía desde la estación de mercancías hasta el actual pasaje del Anfiteatro.

## Descripción
El edificio medía 148 m de largo por 124 m de ancho y 35 m de altura.[cita requerida] La arena es similar a la arena de Verona en su construcción; esta tenía 65 m de largo y 41 m de ancho. Según los restos del recinto y las paredes encontradas en 1902, el edificio contaba con 76 arcadas y una serie de 50 graderías. Tenía tres plantas de arcos superpuestos, de unos treinta metros de altura para la fachada. Se estima que tenía unos 25 000 asientos.
Las excavaciones alemanas de 1902-1903 mostraron su elevación aún conservada hasta 3,50 m en el centro de la arena.

## Historia del anfiteatro y de su barrio antiguo
La leyenda atribuye el honor de su construcción a un caballero troyano llamado Arenus. Jean le Châtelain atribuye su fundación y su inauguración al emperador Augusto pero hay indicios que esto fue bajo el imperio de Vespasiano por soldados de la Legio XXI Rapax.
Bajo los órdenes de Végésonius, un magistrado mediomatriz que obtuvo la autorización para latinizar su nombre, se estima que 6000 hombres de esta legión, el número de centuriones, soldados, ancianos y auxiliares que fueron asignados a la extracción de las piedras, conocidos como «grandes monolitos blancos» de las carreras de Norroy, cerca de Pont-à-Mousson, que también se utilizaron para la construcción del acueducto de Gorze a Metz.
El edificio fue utilizado para juegos hasta el siglo III. Después la ocupación del sector se mantiene: el primer obispo de Metz, San Clemente, erigió un oratorio dedicado a San Pedro: Saint-Pierre-aux-Arènes. Esta tradición estaría reforzada por Paul Diacre, fraile e historiador del siglo VIII y por los descubrimientos realizados durante las excavaciones alemanas en 1902 de los epitafios paleocristianos del siglo V.
A unos quince metros al sur, fue descubierto un foso muy ancho y profundo, probablemente defensivo, que sigue la curva del edificio y cuya datación es todavía imprecisa. Su relleno ha producido numerosos bloques de caliza tallada en el anfiteatro y una gran cantidad de mobiliario arqueológico.
Un suburbio se desarrolló en torno al anfiteatro entre los siglos II y VI. Las excavaciones del aparcamiento de la estación en 1995 mostraron la continuidad hacia el norte entre el centro de la ciudad y el anfiteatro. Al sur, el terreno estaba cubierto por dos carreteras principales, entre ellas la de Meurthe, que discurre por la margen izquierda del Seille hasta el anfiteatro, probablemente por la ruta de la actual avenida André-Malraux. Esta ruta continúa hasta la calle Vauban donde fue reconocida en 1995.
El anfiteatro se fue arruinando progresivamente por el saqueo de las piedras que indudablemente sirvieron para construir la muralla romana y otros edificios de la ciudad. La construcción del primer muro de murallas de la ciudad a finales del siglo III o IV deja el anfiteatro fuera de las murallas de la ciudad, sin que ello signifique el abandono del barrio: los vestigios del siglo IV se evidencian dentro y fuera del edificio.
El barrio cambió de aspecto a finales del siglo III. La vía permanece en funcionamiento pero los edificios se desmantelan y se recuperan los materiales de construcción. Algunos entierros se instalan sin llegar a formar una verdadera necrópolis. El barrio del anfiteatro tiene una importante función funeraria en una gran parte de Sablon.
El anfiteatro siguió siendo un núcleo de vida fuera de las murallas de la ciudad. A partir del siglo V, se excavaron numerosos e imponentes vertederos, particularmente ricos en diversos materiales: vidrio decorado, herramientas de tejer, macetas de cerámica con motivos cristianos, residuos metalúrgicos (chatarra y fragmentos de horno), residuos de carnicería, cuernos de ciervo trabajados y peines de hueso finamente decorados, objetos metálicos. Estos diversos elementos sugieren la proximidad de un distrito artesanal diverso.
Los únicos vestigios de ocupación visibles a partir del siglo VI corresponden al cultivo de todo el lugar, consistente en un abonado y al desarrollo de unas capas oscuras de unos 80 cm de espesor, las «tierras negras». Además, la densidad de los restos parece disminuir a medida que nos alejamos del anfiteatro. En los siglos siguientes, los límites urbanos de Metz se ampliaron para incluir los campos de cultivo. Las murallas medievales recuperaron estos límites al densificar el hábitat intramural.

## Redescubrimiento y excavaciones
En 1300, el anfiteatro figura sobre el sello de la abadía Saint-Clément. En 1610, las ruinas cuentan todavía con más de 50 columnas. Un grabado de Chastillon de 1614 muestra el edificio en ruinas y un plano de 1736.
Entre marzo de 2006 y 2007 se llevó a cabo una operación de excavación durante la construcción de un aparcamiento bajo la explanada del futuro centro Pompidou-Metz y llevada por la Inrap, arroja luz sobre la historia de un antiguo barrio adyacente al anfiteatro. Antes, el anfiteatro ha sido siempre presentado como aislado entre el recinto de la ciudad y las necrópolis de Sablon. Los resultados de las excavaciones no permiten establecer ningún vínculo entre estos restos y la hipotética reocupación del anfiteatro de San Clemente. Saint-Pierre-aux-Arènes apareció en los textos a partir del siglo VIII. El pueblo de los alrededores no parece haber dejado vestigios arqueológicos durante la Alta Edad Media —desde el siglo VI al XII— y la presencia de una iglesia y una necrópolis no se conoce hasta el siglo XII. Estos suburbios, fuera de las fortalezas de la ciudad, fueron destruidos durante el asedio de Metz de 1444.
El barrio está consagrado a las funciones militares después del asedio de 1552 hasta el comienzo del siglo siglo XX. En 1737, Cormontaigne construyó el reducto de Seille, un bastión fortificado frente a las murallas de la ciudad, en el sitio del anfiteatro Seille, que fue objeto de un primer sondeo que llamó la atención de los promotores del siglo XVIII. La vocación del barrio seguirá siendo militar hasta la edificación de la estación de mercancías en los años 1900. Los cimientos del anfiteatro se desenterraron de nuevo durante las excavaciones de 1902-1903 durante la construcción de la nueva estación de ferrocarril de Metz. Algunos de los elementos exhumados se exponen en los museos de Metz.
A principios del siglo XXI, la urbanización del nuevo barrio del Anfiteatro es uno de los grandes proyectos de Metz.